# Adlington (Cheshire)
Adlington is een civil parish in het bestuurlijke gebied Cheshire East, in het Engelse graafschap Cheshire met 1164 inwoners.